# 플로리다 주립 대학교

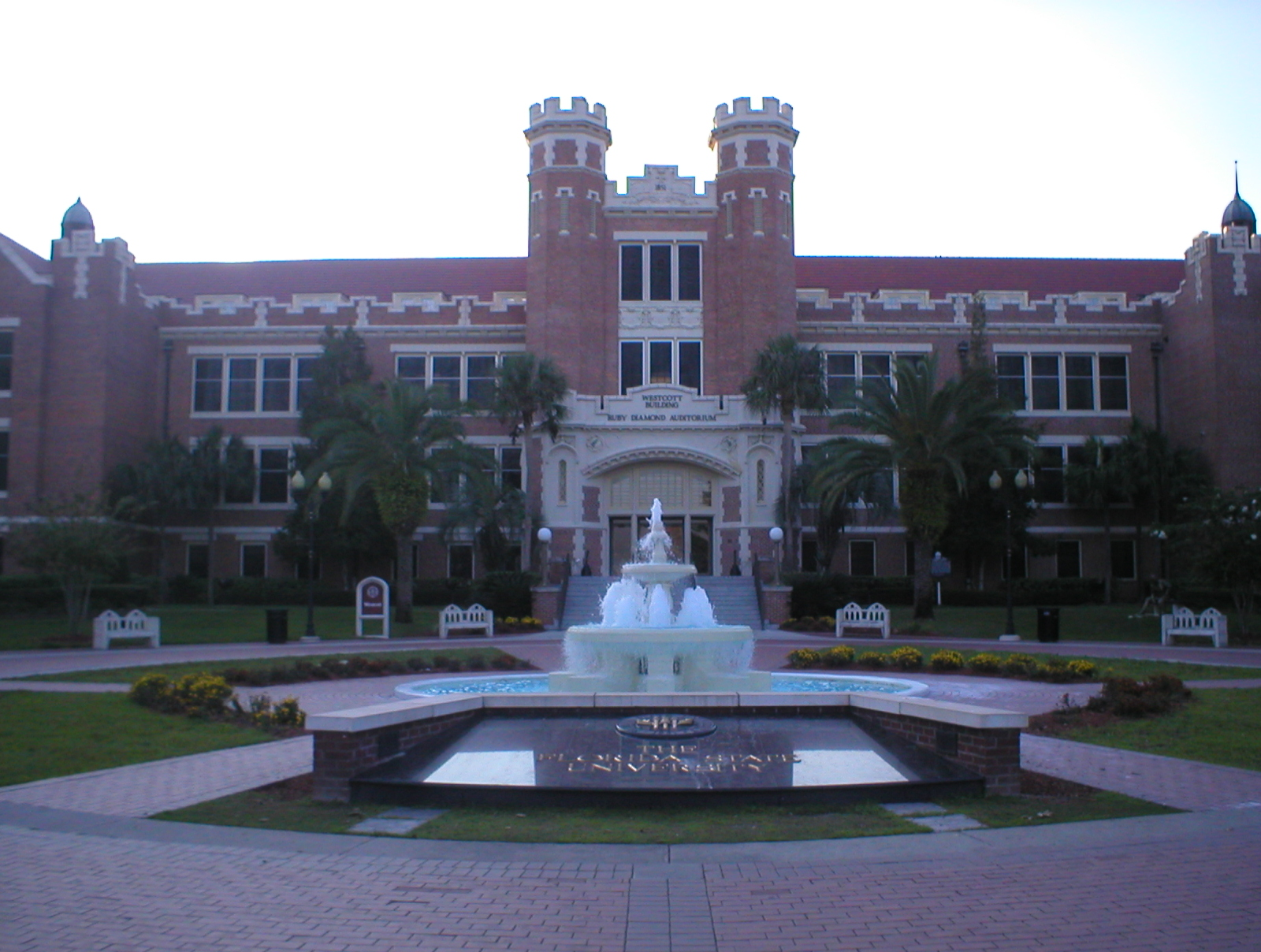

플로리다 주립 대학교(~州立 大學校, Florida State University)는 플로리다주 탤러해시에 있는 주립대학이다. 1851년 첫 개교되었다.

## 같이 보기
- 플로리다주의 대학 목록